# Źródło Świętojańskie
Źródło Świętojańskie – źródło krasowe stałe znajdujące się w Krakowie na wschód od Tyńca. Od 1997 r. stanowi jedyny pomnik przyrody na terenie Krakowa będący źródłem.
Źródło znajduje się u podnóża północnego stoku wzgórza Duża Biedzinka – nazwa wzgórza pochodzi od legendy, według której w miejscu tym pewien wędrujący do Krakowa święty narzekał (czyli w dawnej mowie biedził), że nie może nigdzie napić się wody; wówczas u jego stóp wytrysnęło źródło – w trójkącie między zachodnią obwodnicą Krakowa (w ciągu autostrady A4), a ulicami Bolesława Śmiałego i Nad Czerną. Mieści się na terenie Bielańsko-Tynieckiego Parku Krajobrazowego.
Wypływający ze źródła strumień po kilku metrach wpływa na ogrodzony teren prywatny, a po około 400 metrach wpada do starorzecza Wisły.

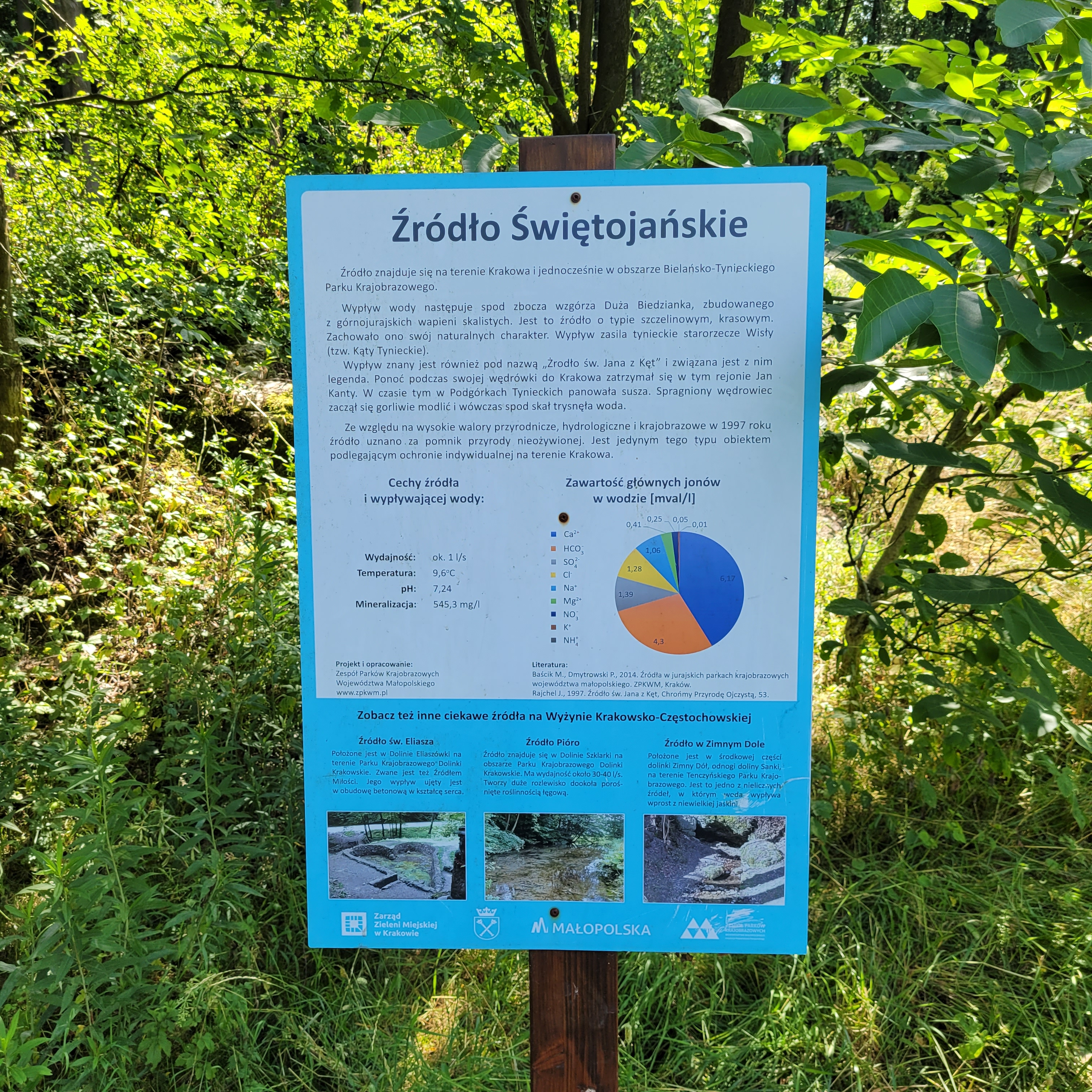
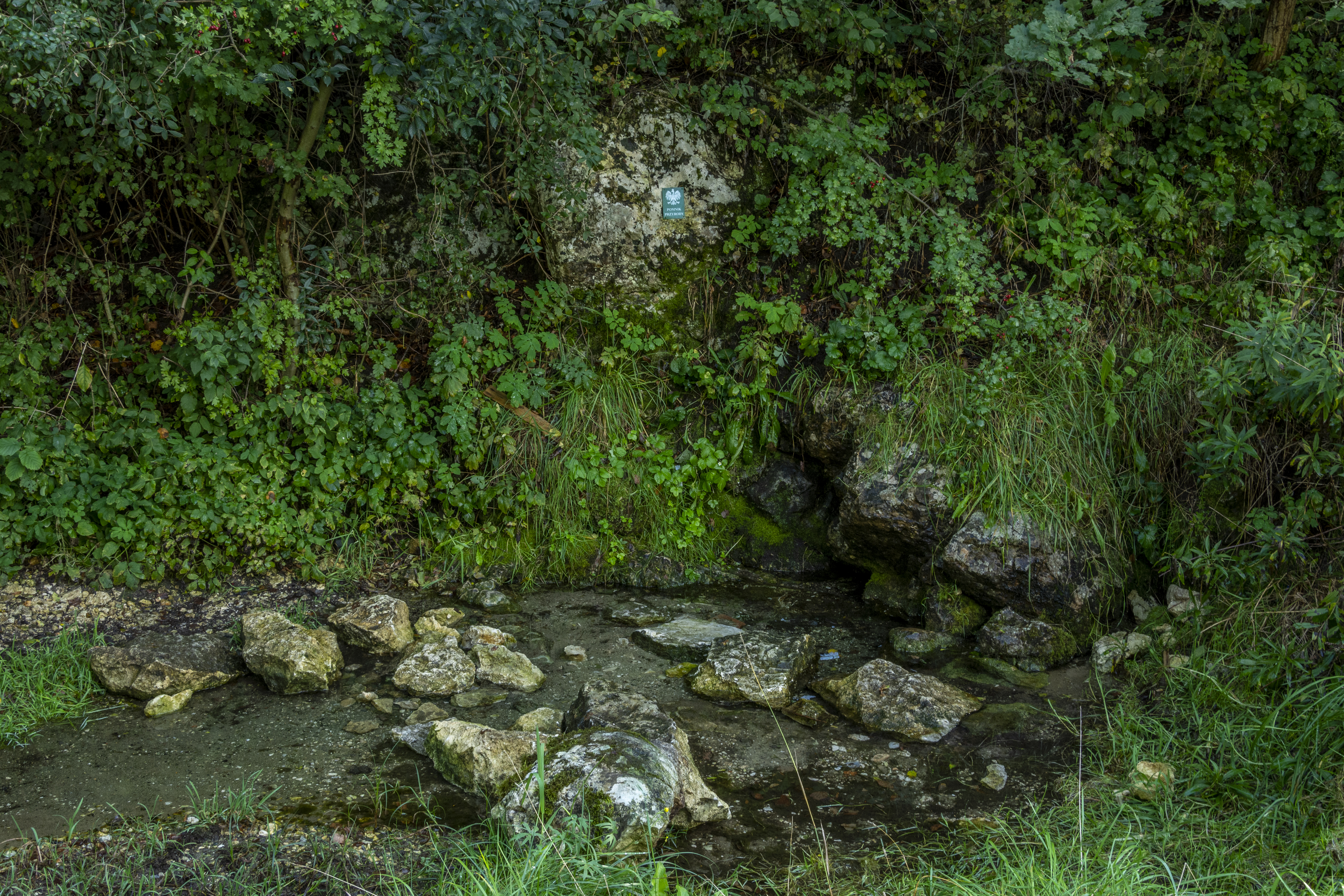
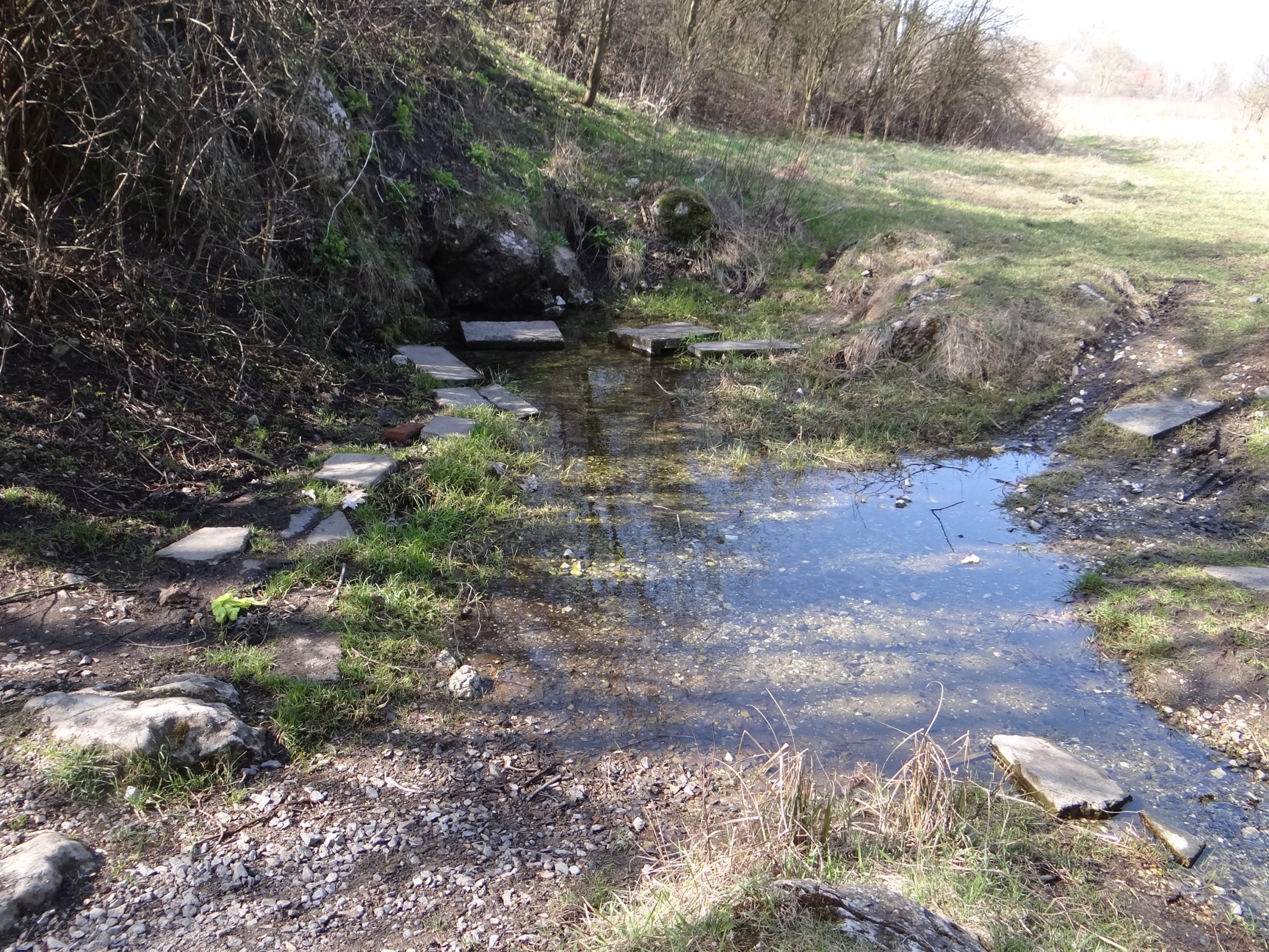
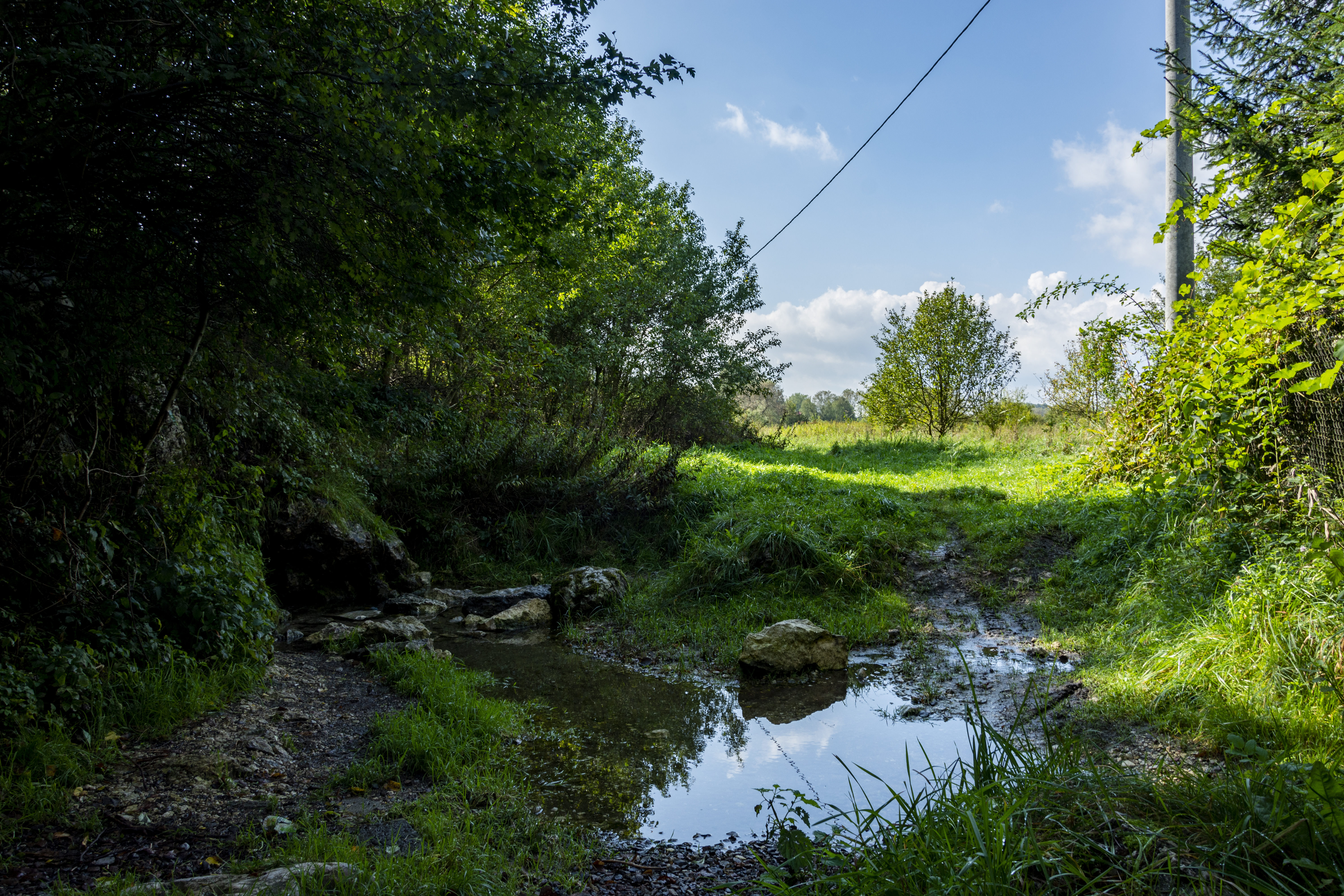